# Buchgeschichte

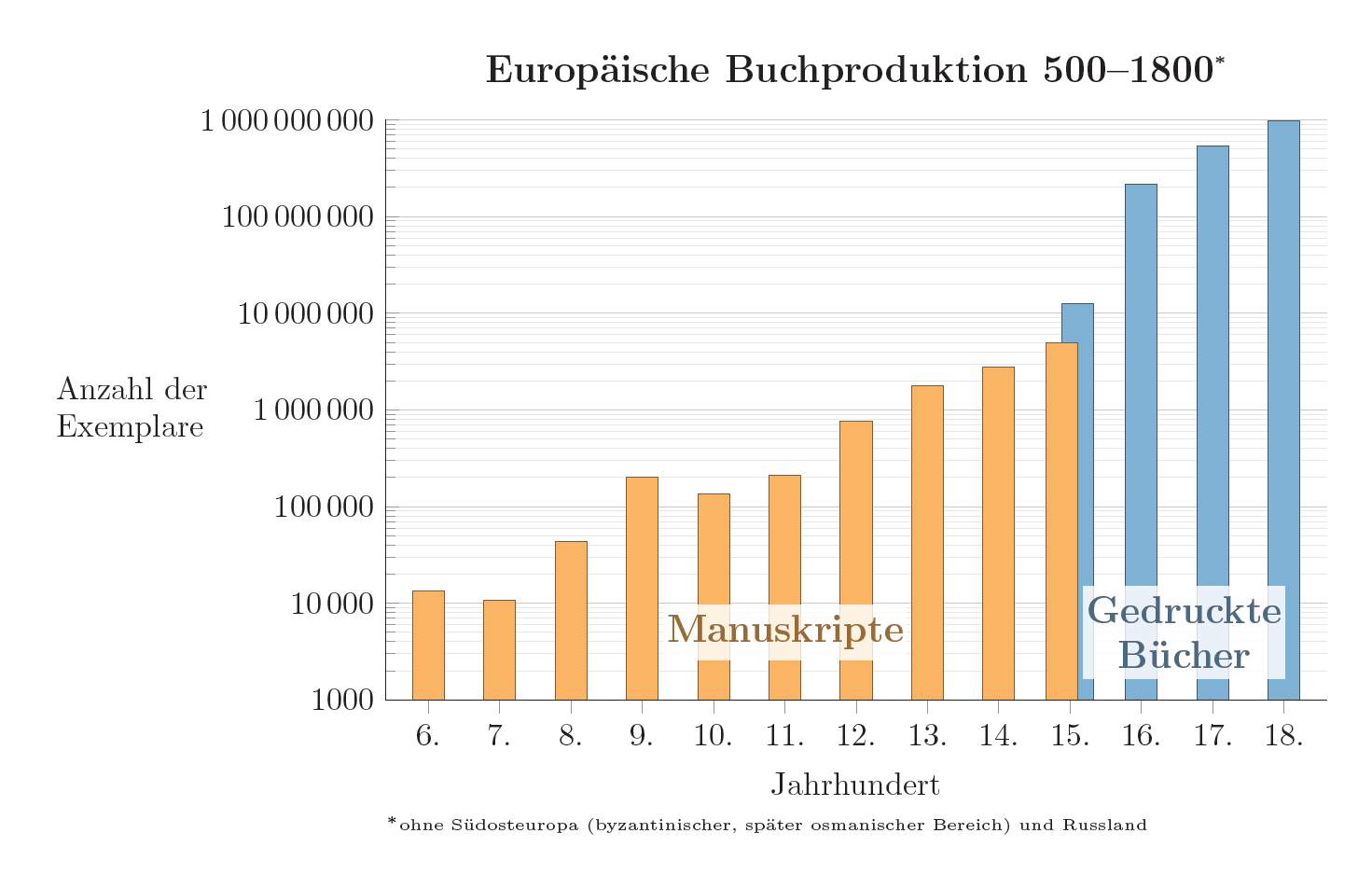
Europäische Buchproduktion von 500 bis 1800. Mit dem Übergang von der Handschrift zum Buchdruck kam es zu einer Explosion der Produktionskapazitäten (Buchdruck-Revolution).

## Buchproduktion
In der Antike und im Mittelalter wurden Bücher von Hand geschrieben.

### Handgeschriebene Bücher

#### Antike
In der griechischen Antike ist die Standardform des Buches die aus dem pharaonischen Ägypten übernommene, überwiegend aus Papyrus (selten Pergament) bestehende Rolle. Die älteste griechische Literatur (Homer, ab 700 v. Chr.) ist nicht in zeitgenössischen Buchrollen erhalten. Trotzdem ist anzunehmen, dass der Gebrauch der Buchrolle in Griechenland bis in archaische Zeit zurückgeht. Bildliche Darstellungen von Buchrollen kennen wir in Griechenland seit dem 5. Jahrhundert v. Chr. Die ältesten Originalfunde griechischer Papyrusrollen stammen aus Ägypten. Sie reichen bis in das 4. Jahrhundert v. Chr. zurück. Zu dieser Zeit müssen beispielsweise die großen Philosophenschulen Athens bereits umfangreiche Büchersammlungen besessen haben. Durch die Gründung großer Bibliotheken in mehreren Hauptstädten hellenistischer Königreiche (zum Beispiel Alexandria, Pergamon) nahm die antike Buchproduktion einen großen Aufschwung. Dass in der Bibliothek von Alexandria, oder zumindest für diese, Bücher in großem Umfang kopiert wurden, ist gut bezeugt. Da die Philologen der Bibliothek Texteditionen erstellt haben, muss es auch für diesen Zweck eine eigene oder jedenfalls der Bibliothek angeschlossene Buchproduktion gegeben haben. Über Form und Organisation privater Buchproduktion im alten Griechenland ist Näheres nicht bekannt.
Im antiken Rom waren Buchrollen mit griechischen und lateinischen Texten seit dem 3./2. Jahrhundert v. Chr. verbreitet. Seit dem 2. Jahrhundert v. Chr. gab es Privatbibliotheken; öffentliche Bibliotheken für griechische und lateinische Literatur entstanden seit der frühen Kaiserzeit. Seit dem 1. Jahrhundert v. Chr. existierte ein umfänglicher Buchmarkt. Die Herstellung der Bücher erfolgte durch Sklaven und Freigelassene in patrizischen Privathaushalten. Im Zuge einer systematisierten Produktion traten erste Verlegergestalten wie zum Beispiel Titus Pomponius Atticus auf, der unter anderem die Werke Marcus Tullius Ciceros verlegte. Auch einige Namen von Buchhändlern sind überliefert (zum Beispiel die Gebrüder Sosius durch Seneca).
Die Papyrusrolle blieb bis in das 2. Jahrhundert n. Chr. die vorherrschende Buchform. Daneben gab es bereits seit dem 6. Jahrhundert v. Chr. in Griechenland Frühformen des Kodex. Sie bestanden, wie wir von bildlichen Darstellungen (zum Beispiel Schreiberstatuen von der Athener Akropolis) wissen, aus zusammengehefteten, manchmal gewachsten Holztäfelchen. Die Holztafelkodizes blieben in der Form von sogenannten Diptycha (auch Triptycha oder Polyptycha) während der gesamten römischen Antike für verschiedene Zwecke in Gebrauch. Aus ihnen entwickelte sich die aus Pergamentbögen (selten Papyrus) zwischen zwei Deckel geheftete Form des Kodex. Sie war zunächst neben der Buchrolle in Gebrauch, hatte diese aber bis zur Spätantike (4./5. Jahrhundert n. Chr.) als Standardform des Buches verdrängt. Die alten Papyrusrollen wurden systematisch in Pergamentkodizes umgeschrieben, die im Gebrauch bequemer waren und von Christen aus religiösen Gründen bevorzugt wurden. Neben Gebrauchsbüchern entstanden illuminierte Prachtausgaben eines heidnischen sowie zahlreicher biblischer Texte. Der spätantike Kodex ist der Vorläufer des mittelalterlichen und neuzeitlichen Buches. Mit dem Ende der Antike kam es nicht nur zu einem Einbruch der Produktion neuer Bücher, sondern auch – mindestens teilweise bedingt durch verringerte Anzahlen an Kopien existierender Werke – einem Bruch in der Überlieferung, den Bücherverlusten in der Spätantike. Die genauen Gründe und Vorgänge sind umstritten und mindestens seit dem 19. Jahrhundert Gegenstand heftiger akademischer Debatten.

#### Mittelalter
Im Mittelalter konzentrierte sich die Buchproduktion auf die Klöster. In ihren Skriptorien schrieben die Mönche Bücher per Hand ab und erstellten damit neue Kopien für den eigenen Gebrauch und für Auftraggeber. Als Begründer dieser Praktik gilt gemeinhin Cassiodor, der – aus altem senatorischen Adel stammend – seinen Reichtum und Einfluss nutzte, um Bücher zu sammeln, und in seinem Kloster Vivarium das Kopieren von Büchern als Kernaufgabe der Mönche etablierte. Sein Verdienst um den Erhalt der verbliebenen Werke der lateinischen Literatur und seine Rolle als „Bindeglied“ zwischen antiken Traditionen und mittelalterlicher Manuskriptkultur findet gerade in jüngerer Forschung zunehmend Anerkennung. Erst im späten Mittelalter ging die Buchproduktion in nennenswertem Maße auch auf kommerzielle Berufsschreiber über. In den Universitätsstädten entstand in der Mitte des 13. Jahrhunderts das Pecia-System, bei dem der Stationarius der Universität eine zentrale Kopie wichtiger Lehrtexte verwaltete, der sie in einzelnen Lagen an unterschiedliche Berufsschreiber zum Kopieren ausgab.
Papier (zunächst Hadernpapier, Papier aus Holzschliff wurde erst im 19. Jahrhundert erfunden) als Beschreibstoff für Bücher setzt sich seit dem 14. Jahrhundert durch, wobei Pergament lange insbesondere für höherwertige Bücher in Gebrauch blieb. Die Verfügbarkeit eines preiswerteren Beschreibstoffes (eine Rolle, welche in der Antike von Papyrus eingenommen wurde) ermöglichte eine Erhöhung der Buchproduktion und die Etablierung von Marktsegmenten, die sich an weniger wohlhabende Kundschaft richtete. Die Erfindung des Buchdrucks verstärkte diesen Effekt später noch deutlich.
Dieses System der Buchproduktion konnte den stetig wachsenden Bedarf an Büchern im 15. Jahrhundert nicht mehr decken, so dass die Einführung des Drucks mit mechanischen Lettern auch als Reaktion auf einen erhöhten Buchbedarf gesehen werden kann. Gerade das aufstrebende Bürgertum der Städte hatte zunehmend Bedarf an Büchern, sowohl um die eigene Bildung zu unterstreichen, als auch zu Zwecken der Unterhaltung. Die Alphabetisierung nahm in dieser Zeit zu; teilweise ist sogar von ärmeren Menschen auf dem Land bekannt, dass sie lesen und schreiben konnten, und somit potentielle Kunden für hinreichend kostengünstig produzierte Bücher waren.

### Gedruckte Bücher

#### 8. Jahrhundert
Bei den frühesten koreanischen Drucken, die im frühen achten Jahrhundert in der Zeit der Vereinten Silla-Dynastie (668 – 935) entstanden, wurden noch Drucklettern aus Holz verwendet.

#### 11. Jahrhundert
Im Jahre 1041 druckte Bi Sheng in China mit beweglichen Lettern aus Ton. Kurz danach waren die ersten Zinntypen in Gebrauch.
Das bemerkenswerteste Beispiel für einen Holzdruck in der Goryeo-Dynastie in Korea ist die mehrbändige Tripitaka aus der Regierungszeit des Königs Hyeonjong (Regierungszeit: 1010–1031). Das Werk war die zweite Tripitaka, die jemals gedruckt wurde. Danach folgte der Druck eines Kommentars über die Tripitaka. Dieser Kommentar einer Tripitaka war der erste, der jemals veröffentlicht wurde. Bereits zum Beginn der Goryeo-Dynastie war der Holzdruck so weit fortgeschritten, dass nicht nur aufwändige Publikationen wie die Tripitaka, sondern auch gewöhnliche Bücher mit Holzdruck hergestellt wurden.

#### 14. Jahrhundert
Der im Juli 1377 in Korea gedruckte zweite Band der Anthologie der Zen-Lehre großer buddhistischer Priester („Buljo jikji simche yojeol“, Band II) ist das älteste bekannte Beispiel eines Buchdrucks mit beweglichen Metalllettern und wurde 2001 in das UNESCO-Register des Weltdokumentenerbes aufgenommen.

#### 15. Jahrhundert
Nach Vorläufern in den so genannten Blockbüchern Erfindung des klassischen Buchdrucks mit beweglichen Lettern durch Johannes Gutenberg. Drucke aus dem 15. Jahrhundert heißen Inkunabeln (Frühdrucke, Wiegendrucke).

#### 16. Jahrhundert
Während im 15. Jahrhundert rund drei Viertel der gedruckten Texte noch in Lateinisch gedruckt wurden, war es im 16. Jahrhundert umgekehrt. Im Zuge des Humanismus wurde das Latein auch als alleinige Wissenschaftssprache immer mehr abgelöst. Der Kreis jener, die sich Bücher leisten konnten, wuchs durch fallende Produktionskosten, und so entstand auch unter jenen, die nie eine Lateinschule besucht hatten, ein Bedarf an Büchern.
Die Menge der gedruckten Werke insgesamt stieg deutlich an. Im 15. Jahrhundert waren es noch etwa 30.000 Titel. Das Verzeichnis der im deutschen Sprachraum erschienenen Drucke des 16. Jahrhunderts (VD 16) verzeichnet rund 90.000 verschiedene Titel. Schätzungen gehen von insgesamt 130.000 bis 150.000 aus.
Neben wissenschaftlichen Werken wurden nach wie vor operative Schriften (beispielsweise Flugschriften der Reformation), volkstümliche Bücher (zum Beispiel aus der Werkstatt des Sigmund Feyerabend, Ständebücher, Frauentrachtenbücher, Hans Sachs mit über 6.000 Titeln, 1525 Adam Ries) und aufwändig gestaltete bibliophile Bücher (zum Beispiel im Auftrag von Kaiser Maximilian I.) hergestellt.
Die Flugblätter (einzelne Blätter) und Flugschriften wurden unter anderem von so genannten Kolporteuren verbreitet und enthielten Nachrichten, Gerüchte, Haushaltstipps, Horoskope etc. Da nur ein geringer Teil der Bevölkerung lesen konnte, wurden die Schriften oft vorgelesen.
Ein Zentrum der wissenschaftlichen Buchproduktion war Basel, da viele alte Schriften aus Norditalien über Basel nach Deutschland kamen und dort gedruckt wurden. Bereits zu Beginn des 16. Jahrhunderts gründeten die Basler Drucker eine Vereinigung.
Im 16. Jahrhundert setzten sich auch immer mehr Buchillustrationen mit Holzschnitten durch. Erst gegen Ende des Jahrhunderts wurden auch vermehrt Kupferstiche verwendet.
- Siehe auch: Georgius Agricola (1556: de re metallica), Erasmus von Rotterdam, Andreas Vesalius (der eine der ersten „Anatomien“ herausgab), Johannes Petreius (1543: De revolutionibus orbium coelestium von Nikolaus Kopernikus)

#### 17. Jahrhundert
Aufgrund des Dreißigjährigen Krieges stagnierte die Entwicklung des Buchdrucks (zumindest in Deutschland) für einige Zeit. Geringere Qualität in Papier, Druckfarben und Einband machen sich bemerkbar. Die ersten Paperbacks erscheinen auf dem Markt.
Drucke des 17. Jahrhunderts haben meist sehr lange Titel. Die Titelseite ist in verschiedenen Schrifttypen abwechselnd rot und schwarz gedruckt, z. T. ist die Titelseite an sich ein Kupferstich (Kupfertitel) und enthält weitere Kupferstiche (Titelkupfer). Typisch sind auch Frontispize oder Titelkupfer, die dem Titelblatt vorausgehen. Auf ihnen befinden sich häufig allegorische Darstellungen oder Bilder des Unterstützers, der den Druck des Werkes ermöglichte, zum Beispiel durch Erteilung des Druckprivilegs. Graphische Elemente sind vor allem ornamentale Verzierungen und meist als Holzschnitte verwirklicht. Abbildungen, die aus Kupferstichen bestehen, befanden sich meist auf eigenen Tafeln am Ende des Werks, da sie so in einem separaten Druckvorgang hergestellt wurden.
Mit Zeitungen und Zeitschriften entwickelten sich neue Publikationsformen. Erste wissenschaftliche Zeitschriften kamen in der zweiten Hälfte des 17. Jahrhunderts auf (Journal des sçavans, Paris, und Philosophical Transactions of the Royal Society, London, beide 1665) und wurden von wissenschaftlichen Akademien herausgegeben. Wissenschaftliche Zeitschriften lösten den vorrangigen Austausch durch Briefverkehr ab. Als Wissenschaftssprache wurde neben Latein (das in Deutschland länger Standard blieb) auch Landessprachen benutzt. Ende des 17. Jahrhunderts entstanden auch die ersten populärwissenschaftlichen Zeitschriften.
- Antiqua-Schrift (Ablösung der Fraktur)

#### 18. Jahrhundert
Das 18. Jahrhundert brachte gravierende Veränderungen für das Medium Buch im deutschen Sprachraum. Die in diesem Jahrhundert sich etablierenden Messkataloge weisen deutliche Zuwächse im Bereich der Neuerscheinungen (Novitäten) und Produktionsraten auf. Zudem änderte sich die Lingua franca zunehmend vom Latein der Gelehrten und Gebildeten hin zu Werken in Deutsch, die auf ein breites, „anonymes, verbürgerliches Lesepublikum“ abzielte. Durch die steigenden Absatzzahlen und neue populäre Gattungen, wie beispielsweise dem Roman, wurde zunehmend mehr Wert auf Qualität, Ausstattung und damit Produktionstechniken im Buchwesen gelegt. Diese Romane, die 1740 bereits 5 % aller Neuerscheinungen auf dem Buchmarkt ausmachten und sich inhaltlich sowohl mit Geschichte als auch Moral, Religion, Philosophie und Staatskunst auseinandersetzten, waren das literarische Ausdrucksmittel des sich emanzipierenden Bürgertums. In dieser Phase erreichte die Kupferstich-Illustration als zentrales Ausstattungsmerkmal der damaligen Neuerscheinungen ihren Höhepunkt. Besonders wissenschaftliche Werke wie Pflanzen, Tier-, Vogel- und Insektenbücher wurden mit umfangreichen Kupferdrucken ausgestattet, die teilweise noch handkoloriert waren. Diese Illustrationen dienten als zusätzlicher Kaufanreiz, der für die Verleger allerdings auch als Risikofaktor betrachtet wurde. Kaufte das Publikum die aufwendig und teurer produzierten Werke nicht, hatten sie große finanzielle Verluste hinzunehmen.
Die Medienrevolution, die mit der Möglichkeit für breite Schichten, mehrere Bücher zu besitzen und diese zur Unterhaltung – nicht etwa zu religiöser Erbauung oder wissenschaftlicher Bildung im engeren Sinne – zu lesen, verbunden war, traf damals auf teilweise heftigen Widerstand in Teilen der Gesellschaft. Der Begriff der Lesesucht wurde erfunden, um tatsächliche oder vermeintliche Probleme „übertriebenen“ Lesens zu kritisieren, und der Begriff Schundliteratur wurde gegen Werke, die sich an ein breites Publikum richteten und zumeist weniger hohe Ansprüche an Bildung und literarische Qualität stellten, in Stellung gebracht. Die Debatte erinnert in vielerlei Hinsicht jener um spätere neue Medien wie das Radio, das Fernsehen oder das Internet, die ebenfalls neue Formen der Unterhaltung an breite Schichten vermittelten, und damit auf Widerspruch in der Gesellschaft trafen.

#### 19. Jahrhundert
Das 19. Jahrhundert ist eine Zeit des politischen Umbruchs. Die napoleonische Herrschaft und die darauffolgende Zeit der Restauration nach dem Wiener Kongress, auf dem die teilweise Wiederherstellung der geographischen und politischen Ordnung der Zeit vor Napoleon Bonaparte festgelegt wurde, hinterließen ihre Spuren im Buchwesen. Deutlich wird dies vor allem an der scharfen Zensur, die nach den Karlsbader Beschlüssen von 1819 galt und der gemäß der Zwanzig-Bogen-Klausel alle Zeitungen, Zeitschriften und Druckwerke mit einem Umfang von unter 320 Seiten unterlagen. Bücher mit „explosiver“ politischer Botschaft waren zumeist kurz und längere Bücher oft unerschwinglich. Letztlich führte das Gesetz aber dazu, dass entsprechend von der Zensur bedrohte Werke vermehrt als Sammelbände erschienen, so zum Beispiel Deutschland. Ein Wintermärchen von Heinrich Heine.
Gleichzeitig wurde das Buch in dieser Zeit durch zahlreiche technische Innovationen zur Massenware. Neue technische Erfindungen führten zum Ende des sogenannten Gutenberg-Zeitalters: Seit der Erfindung des Buchdrucks war das Verfahren zwar in Einzelheiten verbessert worden, so waren beispielsweise die Bestandteile der Druckerpresse, die ursprünglich aus Holz waren, aus Metall gefertigt worden, es hatte jedoch bis 1800 keine nennenswerten Neuerungen gegeben. Dies änderte sich im 19. Jahrhundert, in dem eine wahre Flut technischer Neuerungen den gesamten Herstellungsprozess des Buchs revolutionierte und zu einer Vervielfachung der Buchproduktion führte. Die Langsieb-Papiermaschine, eine Erfindung von Nicholas-Louis Robert, ersetzte den händischen Schöpfprozess durch maschinelle Papierherstellung, die Tiegeldruckpresse und wenig später die Schnellpresse ersetzten das herkömmliche Druckverfahren im eigentlichen Sinn, gegen Ende des Jahrhunderts (1866) wurden diese Pressen von der nochmals leistungsfähigeren Rollenrotationsmaschine abgelöst. Dadurch konnte in kürzerer Zeit mehr Papier hergestellt und bedruckt werden, Zeitungen, Zeitschriften, Bücher – alles Gedruckte wurde aufgrund niedrigerer Produktionskosten für die breite Bevölkerung erschwinglich. Ab diesem Zeitpunkt wurden Bücher standardmäßig mit Verlegereinband und nicht mehr ungebunden verkauft.
Dies führte zu grundlegenden Veränderungen des Publikationswesens in allen Bereichen, vermehrt wurde Unterhaltungsliteratur und Bildungsliteratur für ein breites Publikum produziert. Für die breite Masse erschwingliche Buchreihen kamen auf den Markt, darunter einige, die bis heute bestehen, wie etwa Reclams Universal-Bibliothek. Mit Stahlstich, Holzstich und Lithografie zogen auch neue Illustrationstechniken in die Buchlandschaft ein.
Das 19. Jahrhundert ist darüber hinaus ein Zeitalter großer Wagnisse. Zahlreiche wissenschaftliche Großunternehmungen wurden damals gestartet. So begannen die Brüder Grimm mit einem Deutschen Wörterbuch, das letztlich erst in den 1960er Jahren fertiggestellt wurde, weitere Beispiele sind ein Gesamtkatalog der Wiegendrucke oder der Thesaurus Linguae Latinae, an denen bis heute gearbeitet wird.